# Axion
Pour les articles homonymes, voir Axion (homonymie).
L'axion est une particule élémentaire hypothétique, supposée stable, neutre et de très faible masse (entre quelques µeV et quelques meV). Son existence découle de la solution de Peccei-Quinn (en) au problème de violation de la symétrie CP en chromodynamique quantique (1977). Depuis, il est proposé comme l'un des constituants possibles de la matière noire.
De nombreuses expériences tentent aujourd'hui de trouver cette particule, parmi lesquelles CAST (au CERN), ADMX et des expériences de régénération de lumière à travers un mur (OSQAR et d'autres). On a par ailleurs mis en évidence expérimentalement des quasi-particules dynamiques se comportant comme des axions, qui elles-mêmes pourraient servir à détecter l'axion.

## Naissance de l'axion

### Problème CP fort
Comme l'a montré Gerard 't Hooft, la chromodynamique quantique prédit que quelques interactions fortes violeront la symétrie charge+parité. En combinaison avec les effets de l'interaction faible, le paramètre qui quantifie cette violation, noté {\displaystyle {\bar {\Theta }}}, constituait une constante fondamentale uniquement accessible par la mesure. Par ailleurs, des interactions violant cette parité de façon importante auraient fourni aux neutrons un moment dipolaire intense. Les observations, qui prouvent l'absence ou la très faible intensité de cet effet, imposent que le paramètre {\displaystyle {\bar {\Theta }}} soit très faible, voire nul.
Pourtant, en théorie, ce paramètre {\displaystyle {\bar {\Theta }}} peut prendre toute valeur entre 0 et 2π, et il n'existait aucune raison pour qu'il soit faible ou nul : c'est ce qui fut appelé le « problème CP fort ».

### Résolution du problème
Une première solution, naturelle, consistait à supposer qu'au moins un quark du modèle standard était de masse nulle. Alors, le paramètre {\displaystyle {\bar {\Theta }}} deviendrait négligeable et le problème de sa valeur serait réglé. Néanmoins, les mesures ont très rapidement invalidé cette théorie en montrant qu'aucun quark observé n'avait de masse nulle ou presque nulle.
En 1977, Roberto Peccei (en) et Helen Quinn ont proposé une solution plus élégante, en postulant une nouvelle symétrie qui mènerait naturellement à un modèle QCD (Quantum ChromoDynamics ou chromodynamique quantique) dans lequel la symétrie CP n'est pas violée. Peu après, Frank Wilczek et Steven Weinberg ont noté que cette symétrie pouvait être interprétée différemment : il est possible de faire de ce paramètre {\displaystyle {\bar {\Theta }}} un champ, c'est-à-dire une particule, car selon la théorie quantique des champs, à chaque champ correspond une particule et réciproquement. Ils la nommèrent « axion ». Étant un champ, la valeur de {\displaystyle {\bar {\Theta }}} tendrait naturellement vers zéro car les champs tendent à prendre un état d'équilibre à une valeur minimale.
En inscrivant l'axion dans un cadre théorique plus large, en l'associant à la brisure spontanée d'une « symétrie de Peccei-Quinn » qui provoque la formation de la particule, on peut faire des rapprochements avec le boson de Goldstone, ce qui fait de l'axion un pseudo-boson de Nambu-Goldstone. Il apparaît ainsi que la théorie de la chromodynamique quantique, munie de l'axion, ne présente plus aucune violation de symétrie CP.
Également, les axions pourraient être nécessaires à la théorie des cordes.

### Origine du nom «axion»
« Axion (en) » est originellement le nom d'une marque de liquide vaisselle. Il a été attribué facétieusement à la particule hypothétique par Frank Wilczek, considérant qu'elle nettoyait radicalement le problème qui entachait la chromodynamique quantique,.

## Propriétés supposées
L'axion est supposé être un boson scalaire. En se basant sur l'influence cosmologique qu'auraient les axions, on peut limiter certaines de leurs propriétés physiques supposées : en particulier, ils auraient une charge électrique nulle, une très petite masse (de 10−6 à 10−2 eV/c2) et une section efficace d'interactions forte et faible réduite.
Ces propriétés impliquent que les axions interagissent peu ou pas avec la matière.
Leurs propriétés font que les axions peuvent se changer en photons et vice versa lorsqu'ils sont soumis à un fort champ magnétique — ce phénomène est mis à contribution dans les expériences visant à les détecter : c'est l'effet Primakoff. En mars 2006, des chercheurs italiens ont découvert des rotations inattendues dans la polarisation de photons soumis à de forts champs magnétiques,. Certains[Qui ?] spéculent alors qu'elles sont la conséquence de l'existence des axions, mais plusieurs problèmes sont soulevés.
Dans les théories supersymétriques, l'axion possède deux superpartenaires : 
- un superpartenaire scalaire : le saxion[12], analogue du dilaton dans le cadre théorique de Kaluza-Klein ;
- un superpartenaire fermionique : l'axino[13].

En particulier, la masse de l'axion est fonction de la température : dans le plasma primordial, il est prédit que l'axion avait une masse nulle, puis que la particule est devenue de plus en plus massive avec l'inflation cosmique.

## Recherches expérimentales
De nombreuses expériences ont tenté de mettre en évidence l'axion, ayant prédit ses propriétés.

### Projet PVLAS
Le projet italien PVLAS projette de la lumière polarisée à travers un champ magnétique de 5 tesla, à la recherche d'une rotation de la direction de polarisation. Si les axions existent, alors les photons pourraient interagir et se changer en axions ou en axions virtuels. Il en suivrait une légère anomalie de polarisation.
Cet effet est très subtil et difficile à détecter : pour pouvoir le mesurer, la lumière effectue des milliards de va-et-vient à travers le champ magnétique, ce qui cumulerait les éventuelles anomalies.
Des expériences récentes ont révélé une rotation anormale, qui a été initialement interprétée comme l'existence d'un axion de masse comprise entre 1 et 1,5 meV. Cette interprétation a par la suite été retirée par les auteurs, et leurs résultats ont été expliqués par un artéfact expérimental. Entretemps, d'autres explications possibles de ces observations ont été avancées à partir de phénomènes connus.

### Projet CAST
Certaines expériences s'attachaient à la découverte d'axions d'origine astrophysique, au moyen de l'effet Primakoff. S'ils existent, les axions peuvent être formés au centre du Soleil lorsque les rayons X diffusent les électrons et les protons, ce qui leur permettrait de se changer en axions. Le projet CAST (CERN Axion Solar Telescope) s'efforce d'observer ce phénomène.
N'ayant pas encore réussi à les détecter, il fut par conséquent possible de poser des limites aux propriétés des axions, notamment concernant leur couplage avec les photons.

### Projet ADMX
Le projet ADMX (Axion Dark Matter Experiment), mené au Laboratoire national de Lawrence Livermore, recherche des axions interagissant faiblement dans le halo de matière noire supposé envelopper notre Galaxie.
En présence d'un champ magnétique intense, l'objectif est de transformer un axion en photon micro-onde. Le processus est favorisé par l'utilisation d'une cavité résonante de 460 à 810 MHz, supposée adaptée à la masse prédite de l'axion.

### Autres expériences
Une autre manière de détecter les axions est de mener des expériences « à travers le mur » : en envoyant un faisceau lumineux à travers un champ magnétique intense, on en transforme quelques-uns en axions. Ceux-ci interagissent peu avec la matière, et peuvent passer un mur épais alors que les photons sont absorbés ou réfléchis rapidement. De l'autre côté d'un tel mur, un second champ magnétique permet aux axions de se changer en photons, que l'on pourra éventuellement observer.
La première transformation comme la deuxième ont un rendement extrêmement faible, une telle expérience nécessite par conséquent des flux lumineux très intenses.
D'autres expériences sont menées à l'institut Laue-Langevin de Grenoble par spectroscopie de résonance gravitationnelle consistant à faire rebondir des neutrons ultra-froids le long d'un miroir pour observer leurs états quantiques d'énergie,.
Toujours à Grenoble, le projet GrAHal (pour Grenoble Axion Haloscope) mené par l'institut Néel a pour objectif la recherche de l'axion via une autre méthode de détection, le haloscope. Ici, on cherche à détecter le signal d'un photon émis par un axion après son interaction avec le champ magnétique d'une bobine,.
L'expérience américaine ABRACADABRA (A Broadband/Resonant Approach to Cosmic Axion Detection with an Amplifying B-field Ring Apparatus) cherche à détecter le champ magnétique généré par un axion au centre d'un aimant toroïdal et supraconducteur, zone où le champ magnétique doit être nul. Cette expérience n'a pas détecté d'axions ayant une masse comprise entre 3,1 × 10−10 et 8,3 × 10−9 eV.

### Quasi-particules
L'axion est supposé correspondre à l'oscillation cohérente du champ θ en chromodynamique quantique. L'électrodynamique des systèmes de matière condensée peut donner naissance à un θ similaire, étudié jusqu'à présent comme une valeur statique quantifiée pour caractériser la topologie des matériaux. L'oscillation cohérente de θ dans la matière condensée conduit à une physique directement analogue à celle de l'axion de haute énergie, la quasiparticule axion dynamique (DAQ, pour l'anglais dynamical axion quasiparticle). Cette DAQ a notamment été observée dans le tellurure de manganèse et de bismuth MnBi2Te4 : en combinant un dispositif électronique bidimensionnel avec une optique pompe-sonde ultrarapide, on observe une oscillation cohérente de θ à environ 44 GHz. Cette DAQ a également des implications pour l'interaction lumière-matière et la spintronique antiferromagnétique cohérente, car elle pourrait conduire à des polaritons d'axions et au contrôle électrique de la polarisation de spin ultrarapide. Enfin, la DAQ pourrait être utilisée pour détecter des axions dans la gamme du meV/c2, jusqu'à présent peu explorée.

## Implications cosmologiques
La théorie suggère que le Big Bang a créé une multitude d'axions. À cause d'un couplage unique au champ instanton pendant l'univers primordial, une friction apparaît pendant la période où la masse est acquise à la suite de l'inflation cosmique. Les axions primordiaux perdent ainsi toute leur énergie cinétique.
S'ils ont une masse faible, ce qui les prive de tout autre mode de désintégration, il est prédit que l'univers serait rempli de condensats de Bose-Einstein riches d'axions primordiaux à très basse température. Les axions pourraient ainsi expliquer la matière noire manquante. Plusieurs expériences ont eu lieu en 2006 pour déterminer l'existence des axions, mais les capteurs utilisés sont, en pratique, incapables de détecter ces particules. L'expérience ADMX, faisant appel à une cavité micro-ondes, a permis d'éliminer des axions de masse 10−6 eV.